# 明仁鸚鰕虎
明仁鸚鰕虎（学名：Exyrias akihito），为輻鰭魚綱鱸形目鰕虎亞目鰕虎科鸚鰕虎屬下的一个种，為熱帶海水魚，分布於西太平洋從琉球的八重山群島至澳洲大堡礁海域，棲息深度10-50公尺，本魚體淡藍灰色，頭部與身體上有小的黃色到褐橘色的斑點，在身體的下側上有四對深褐色斑點，體長可達11.1公分，分布於水質清澈的珊瑚礁邊緣沙石底質水域。

## 命名
明仁鸚鰕虎魚以同時身為魚類學者的日本上皇明仁命名。

## 扩展阅读
- 維基物種上的相關：明仁鸚鰕虎